# Ptinus dubius
Ptinus dubius is een keversoort uit de familie van de klopkevers (Ptinidae). De wetenschappelijke naam van de soort werd in 1837 gepubliceerd door Jacob Sturm.